# Масвінго (провінція)
Масвінго (англ. Masvingo Province) — провінція в Зімбабве. До 1980 року мала назву Вікторія. Адміністративний центр — місто Масвінго.

## Географія

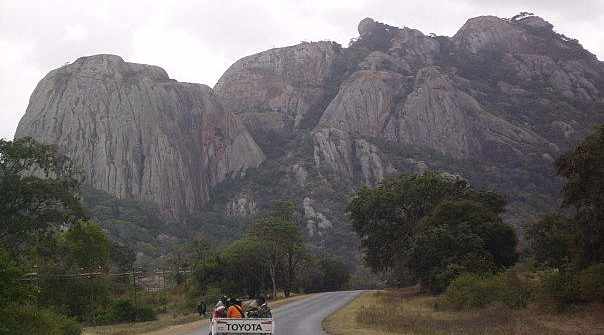
В провінції чарівні краєвиди

Провінція Масвінго знаходиться в південно-східній частині Зімбабве. Площа Масвінго складає 56 566 км².
Природний ландшафт являє собою переважно трав'янисту степову низовину, з лісами і пасмами гранітних пагорбів. Клімат сухий, опади випадають тільки в період дощів. На півдні, південному сході і сході Масвінго проходить державний кордон Зімбабве з Мозамбіком і з ПАР.

## Населення
За даними на 2013 рік чисельність населення складає 1 337 961 осіб; переважно це представники народу шона.
Динаміка чисельності населення провінції по роках:
| 1982    | 2002    | 2013    |
| ------- | ------- | ------- |
| 1031697 | 1318705 | 1337961 |

## Адміністративний поділ

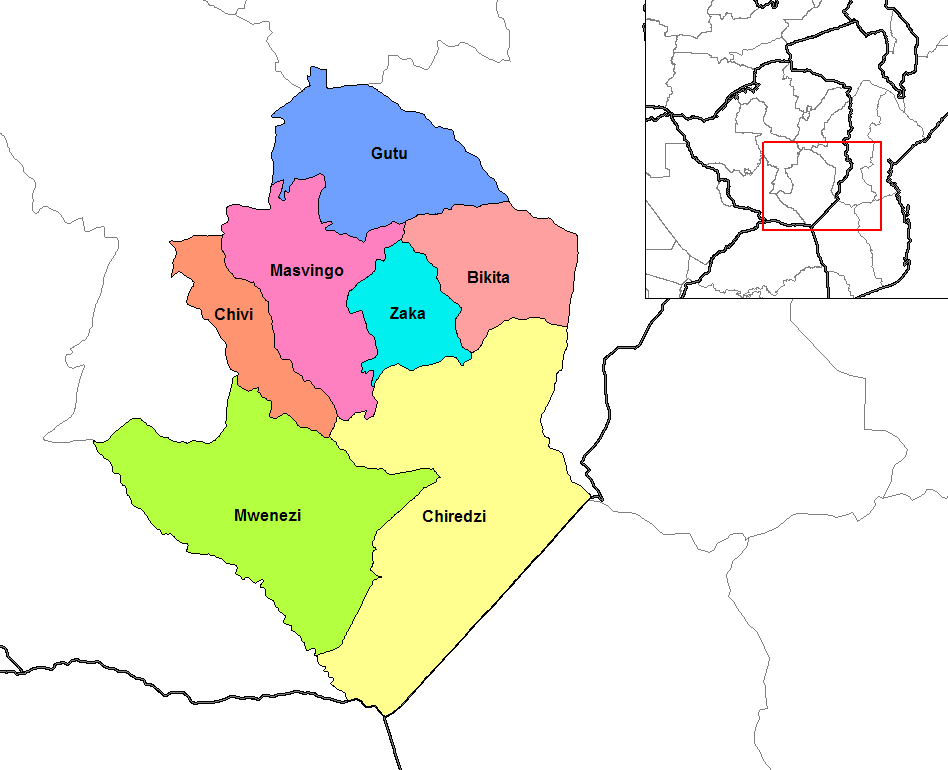
Райони провінції Масвінго.

Провінція поділяється на 7 районів:  Бікіта, Чіві, Зака, Масвінго, Гуту, Мвенезі і Чиредзі .

## Економіка
Гарні умови для розведення великої рогатої худоби. Крім скотарства, в провінції розвиваються видобуток корисних копалин і вирощування цукрової тростини — на плантаціях, землі яких зрошуються користуючись з вод річки Мукурікві.

## Пам'ятки
На сході провінції Масвінго, уздовж кордону з Мозамбіком, знаходиться Національний парк Гонарезу. На заході розташовані руїни середньовічного міста Велике Зімбабве, об'єкту Світової спадщини ЮНЕСКО.